# 两节荠
两节荠（学名：Crambe kotschyana）为十字花科两节荠属下的一个种。